# République de Logone
Pour les articles homonymes, voir Logone.
La république de Logone, aussi connue sous le nom de Dar el-Couti, est une région autonome partiellement réalisée ainsi qu'un proto-État non-reconnu internationalement. Son territoire est pris en partie sur la République centrafricaine. Elle a été formée par le mouvement rebelle musulman du Front populaire le 14 décembre 2015 et vise à la renaissance de la République centrafricaine (FPRC).